# Churchstow
Churchstow – wieś i civil parish w Anglii, w Devon, w dystrykcie South Hams. W 2011 civil parish liczyła 465 mieszkańców.